# A Goya
A Goya es un monumento escultórico situado en la Avenida de Roma de Barcelona, en el distrito del Ensanche. Fue creado en 1984 por José Gonzalvo Vives, y está dedicado al pintor aragonés Francisco de Goya y Lucientes (Fuendetodos, 1746 - Burdeos, 1828).

## Historia y descripción

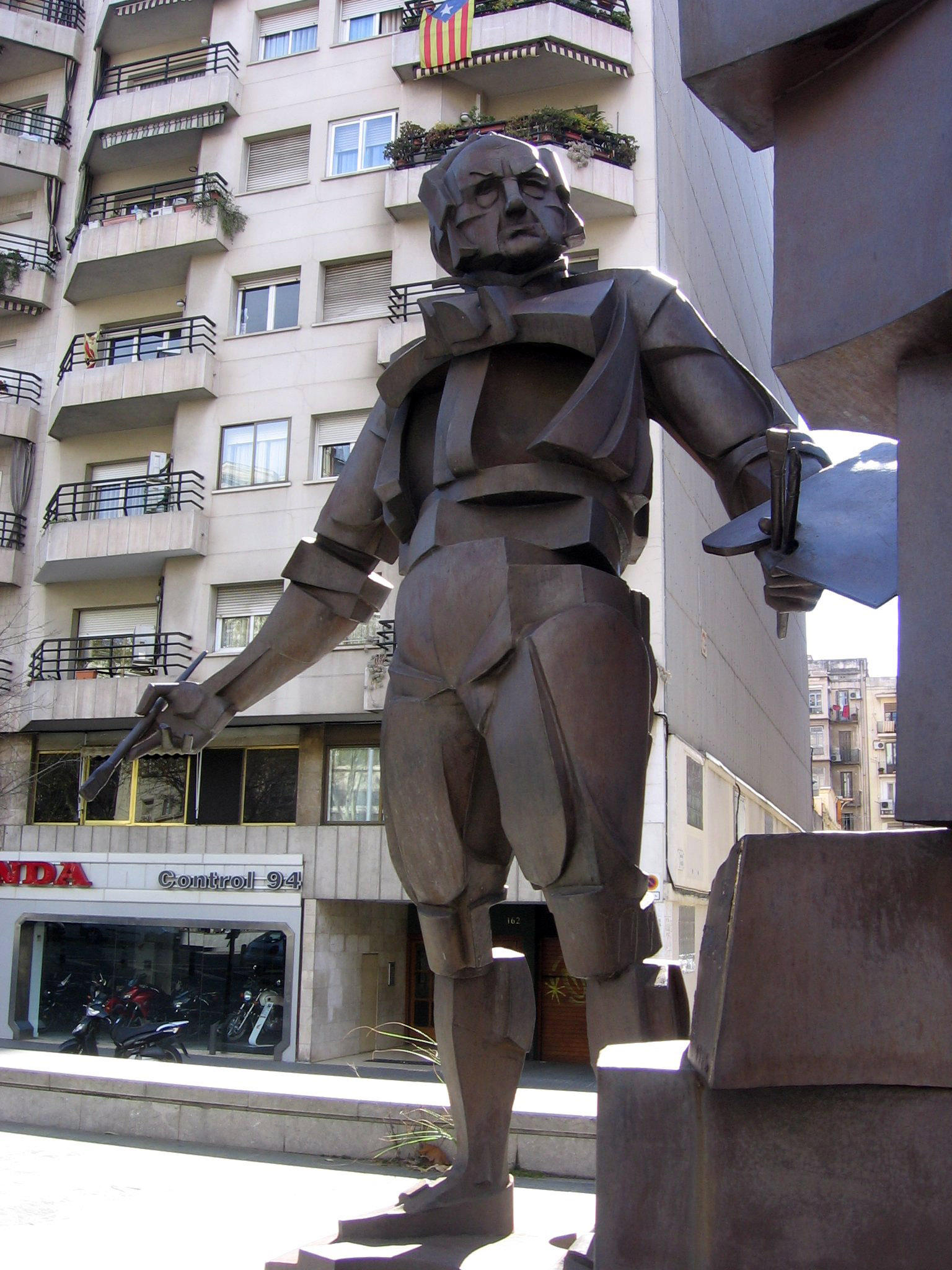
Figura de Goya.

La escultura se encuentra en un chaflán de forma triangular situado en el cruce entre la Avenida de Roma, la calle de Aragón y la calle de Casanova, en una plaza ajardinada donde se encuentra también la Fuente del Gallo, obra de Frederic Marès de 1925. El monumento fue encargado a José Gonzalvo (Rubielos de Mora, Teruel, 1929 - Valencia, 2010), un escultor aragonés, como el maestro Goya, que ya había realizado anteriormente un busto del pintor en su casa natal de Fuendetodos. La iniciativa de la obra partió del Centro Aragonés de Barcelona, que sufragó su coste, de ahí la dedicatoria inscrita en una placa: «Los aragoneses a F. Goya, 1984. A Goya, universal y aragonés, homenaje al hombre que amó la libertad y la dignidad humanas, Barcelona, junio 1984». El monumento fue inaugurado el 9 de junio de 1984 por el alcalde de Barcelona, Pasqual Maragall.
La obra está realizada en chapa de hierro, en un estilo figurativo basado en la descomposición geométrica, con un tratamiento de la figura ideado en volúmenes básicos, que generan intensos efectos de luces y sombras, lo cual denota la influencia de escultores como Julio González y Pablo Gargallo. El artista aparece retratado en su labor pictórica, con una paleta y un pincel en la mano. El momento escogido es cuando el genio aragonés pintó el cuadro El tres de mayo de 1808 en Madrid (1813-1814), en el que tropas francesas fusilan a los amotinados del 2 de mayo de 1808 en Madrid. Así, junto al pintor aparece sobre un pedestal una figura alegórica de este cuadro, el prisionero de camisa blanca que aparece con los brazos en alto. Junto a él se ven dos máscaras que expresan el dolor del pueblo.